# Pătrat negru (pictură)
 Pătrat Negru  (cunoscută și sub denumirea de Pătratul Negru sau chiar de Pătratul Negru al lui Malevici) este o pictură emblematică a pictorului rus Kazimir Malevici, din perioada futuristo-cubistă (sau suprematistă, după estimarea autorului) a creației sale, anii 1910.
Prima versiune a picturii a fost realizată în 1915. În total, Malevici a realizat patru variante, dintre care ultima se crede că a fost pictată la sfârșitul anilor 1920 sau începutul anilor 1930. Prima variantă a Pătratului Negru a fost prezentată pentru prima oară în 1915 în cadrul expoziției Ultima expoziție futuristă 0,10 din 1915.
Lucrarea este frecvent invocată de critici și istorici ai artei, curatori și artiști plastici ca fiind punctul zero al picturii, referindu-se la semnificația istorică a pictării și la parafrazarea lui Malevici.

## Istoric
Malevici a pictat prima sa variantă a picturii Pătrat Negru în 1915. Se știe că în total, artistul plastic rus a pictat patru variante ale picturii, dintre care ultima se crede a fi fost realizată la sfârșitul anilor 1920 sau la începutul anilor 1930, în ciuda inscriptării 1913, făcută de pictorul suprematist pe spatele ultimei variante. Pictura este obișnuit cunoscută ca fiind Pătrat Negru sau Pătratul Negru ori Pătratul Negru al lui Malevici. A fost expusă pentru prima dată la expoziția cunoscută ca Expoziția 0,10 din 1915.
Detalii forensice dezvăluie adevărul despre modul în care pictura Pătratul Negru a fost realizată; nu a fost pictată pe o pânză nouă, ci a fost pictată peste o compoziție mai complexă și mai colorată, datată anterior.

## Context istoric

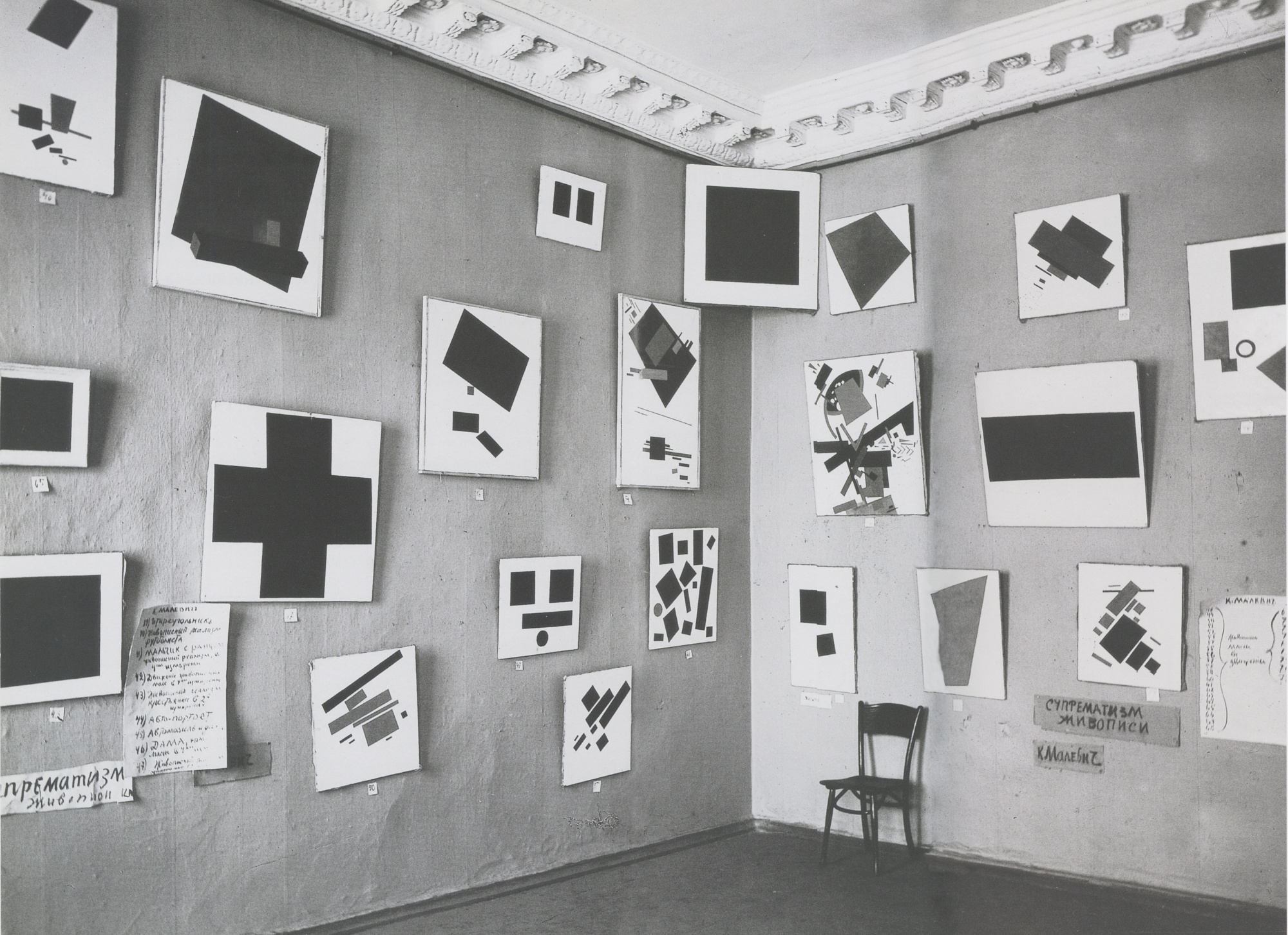
O secțiune a lucrărilor suprematiste ale lui Malevici expuse la Expoziția 0,10, din Petrograd, 1915

O multitudine de istorici și critici de artă, pictori și curatori se referă la Pătratul Negru ca fiind una din lucrările de artă esențiale ale artei moderne, respectiv ale artei abstracte în general.
Malevici a declarat lucrarea sa Pătratul Negru ca o lucrare suprematistă, o mișcare artistică pe care a proclamat-o el însuși, fiind teoreticianul și practicianul acesteia, mișcare care este asociată astăzi aproape exclusivist cu opera sa și cu cea a elevului său El Lissitzky.
Mișcarea a avut o serie de suporteri printre membri avangardei ruse, dar a fost considerabil minimalizată de mișcarea artistică „soră”, constructivismul, al cărei manifesto s-a armonizat mult mai bine cu ideologia și sentimentele guvernului revoluționar comunist al primelor zile ale Uniunii Sovietice. Suprematismul poate fi înțeles mai bine  ca fiind o fază de tranziție în evoluția artei ruse, făcând tranziția evoluționară dintre futurism și constructivism.
Cu toate acestea, saltul mai mare și mai universal, reprezentat în pictură, este ceea ce lipsește între pictura reprezentativă și pictura abstractă - o tranziție complexă cu care Pătratul Negru a devenit identificabil și pentru care a devenit una dintre lucrările cheie sau unul din simboluri.

## Percepție
Lucrarea este adesea amintită de critici și istorici de artă, de curatori și de artiști plastici ca fiind „punctul zero al picturii, referindu-se la semnificația sa istorică ca o parafrază la numeroase comentarii, pe care Malevici însuși le-a făcut de-a lungul timpului referitoare la Pătratul Negru, comentarii făcute în scrisori adresate colegilor, prietenilor și negustorilor de artă.
Câteva din comentariile lui Malevici, referitoare la propria sa lucrare, urmează.
- „Este de la zero, în zero, [unde] începe adevărata mișcare a ființei.”[9]
- „M-am transformat în zero de formă și am ieșit de la nimic la creație, adică la Suprematism, la noul realism în pictură - la creația ne-obiectivă”[9]
- „[Pătratul Negru este menit să evoce] experiența ne-obiectivității pure în golul alb al unui nimic eliberat".[9]

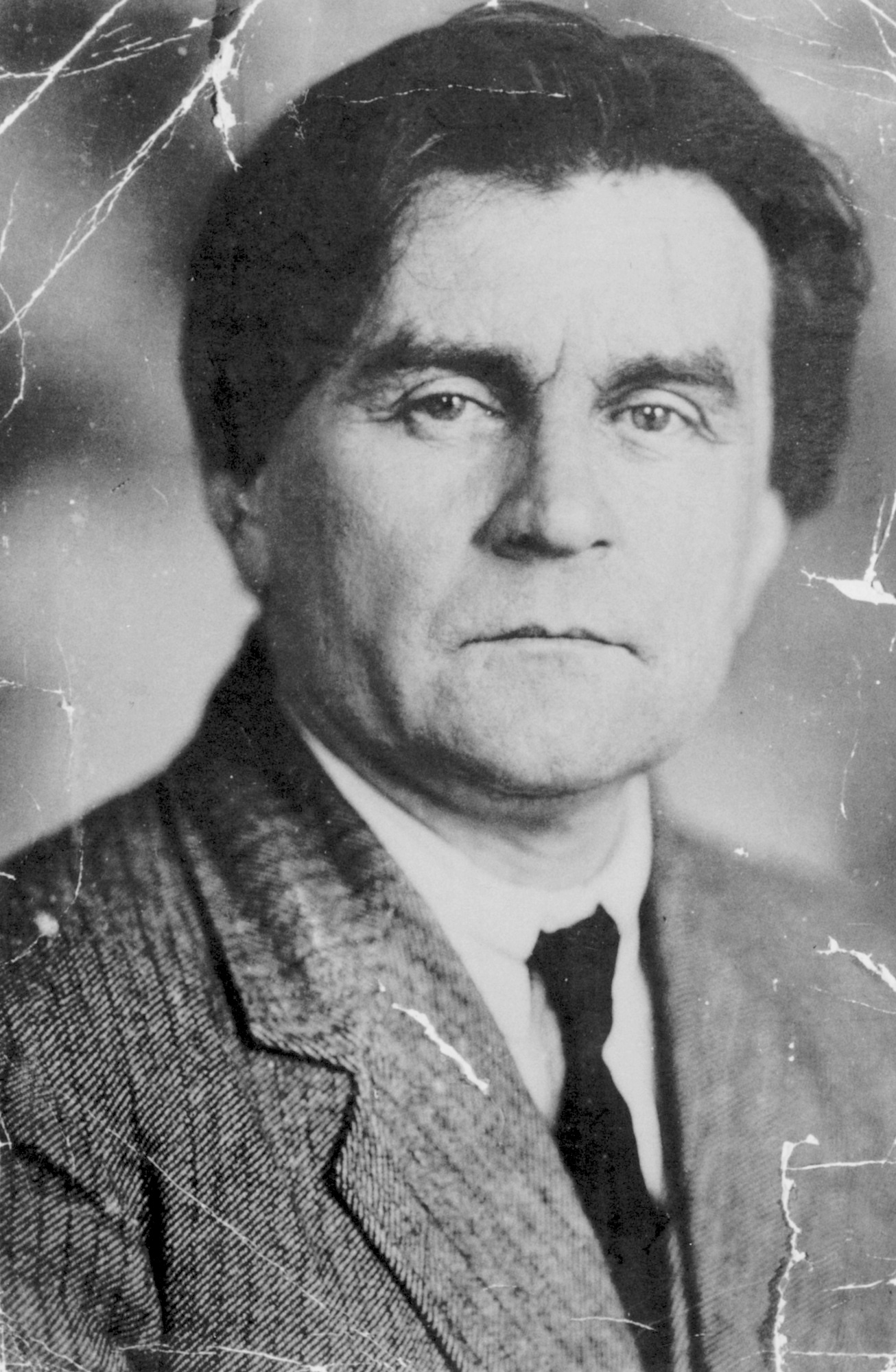
Fotografie a lui Malevici

Criticul Peter Schjeldahl scria despre lucrare și timpul realizării sale:
„Pensula [sa] este viguroasă, suculentă și bruscă: umplând formele, fusionând cu marginile. Dară formele sunt fără de greutate, mai mult ca gândurile decât ca imaginile. Nu te uiți la imagine atât de mult ca să te lansezi în misterul său fără de urme. Dincolo de flerul designului său evident, munca pare ușoară pentru că este [ușoară]. Malevic este monumental nu pentru ceea ce a pus în spațiul pictorii ci pentru ceea ce a scos: experiența corporală, tema fundamentală a artei occidentale de la Renaștere încoace. În afară de o tradiție mistică, tipic rusă, pe care o exploatează - evocând vraja compactă a icoanei, ca o conductă a divinului - lucrarea sa se înscrie într-un „Cântec al drumului deschis” cosmic. [Pictura sa] transmite pur și înflorit. Această calitate părea în sincronism cu Revoluția [rusă] din 1917. Nu a fost - [fapt] de care Malevici a fost dureros conștient - mai întâi [arătată] de rivalii săi din avangarda rusă și, apoi, concludent, de regimul lui Iosif Stalin.”

## Conservare
Calitatea picturii s-a degradat considerabil de-a lungul timpului trecut de când fusese pictată.
Astfel, criticul Peter Schjeldahl scria în 1999:
„Pictura arată groaznic, spartă, zgâriată și decolorată, ca și cum ar fi petrecut ultimii optzeci și patru de ani astupând o fereastră spartă. De fapt, a petrecut tot acest timp în arhivele sovietice, plasată printre cele mai puțin valoroase posesiuni ale statului. Malevici, precum alți membri ai erei revoluționare a avangardei ruse, a fost aruncat în uitare sub Stalin. Toporul a căzut [pe artist] în 1930. Acuzat de „formalism”, a fost interogat și întemnițat pentru două luni.”

## Descoperiri contemporane
În 2015, în timpul examinării picturii Pătratul Negru la microscop, istoricii de artă ai Galeriilor Tretriakov au descoperit un mesaj scris sub stratul de vopsea de ulei neagră. Cea mai probabilă interpretare a mesajului este „Bătălia negrilor într-o pivniță/peșteră întunecată”.
Mesajul a fost conectat cu un comentariu relativ comic din 1897 al scriitorului francez Alphonse Allais, care spunea despre culoarea negru, continuă și compactă: „Lupta negrilor dintr-o pivniță noaptea” (conform, “Combat de Nègres dans une cave pendant la nuit”). Cercetătorii de la Galeria de stat Tretriakov au presupus că Malevici nu făcea decât să răspundă la gluma lui Allais.

## A se vedea și
- Pictura Pătrat roșu
- Pictura Cerc negru